# Воркут Тетяна Анатоліївна
Тетя́на Анато́ліївна Воркут — українська науковиця, доктор технічних наук, професор, відмінник освіти, заслужений діяч науки і техніки України.

## З життєпису
Завідувач кафедри транспортного права та логістики, доктор технічних наук (2007), професор. Відмінник освіти України.
Авторка понад 100 наукових та навчально-методичних праць, в тому числі монографії та три навчальні посібники, має авторські свідоцтва та патент на винахід.
- «Проектний аналіз», 2000
- «Наукові основи управління логістичними системами в проектах розвитку ланцюгів постачань» (докторська дисертація) — 2007
- «Проектне управління в сфері транспортного забезпечення зовнішньоекономічної діяльності: монографія»; співавтори Дмитриченко Андрій Миколайович; Цимбал Наталія Миколаївна; Чечет Анна Михайлівна.